# Martin Wahlbäck
Johan Martin Wahlbäck, född 10 november 1901 i Åmål, död 29 juli 1985 i Saltsjöbaden, var en svensk jurist och ämbetsman.
Wahlbäck avlade juris kandidatexamen i Uppsala 1924. Han blev stadsnotarie i Örebro 1930, assessor i Svea hovrätt 1937 och hovrättsråd 1943. Han var tillförordnad byråchef hos Militieombudsmannen 1935–1936. Wahlbäck blev sakkunnig vid socialdepartementet 1939, tillförordnad chef för dess rättsavdelning 1943 och tillförordnad statssekreterare 1944. Han var underståthållare i Stockholm 1945–1959 och landshövding i Gotlands län 1959–1968.

## Utmärkelser
- Kommendör med stora korset av Nordstjärneorden, 11 november 1957.[1]
- Riddare av Storkorset av Oranien-Nassauorden med svärd. [2]